# Kopalnia Węgla Kamiennego „Pniówek”
Kopalnia Węgla Kamiennego „Pniówek” (KWK „Pniówek”; dawniej KWK XXX-lecia PRL) – kopalnia węgla koksującego w Pawłowicach, w województwie śląskim. Należy do Jastrzębskiej Spółki Węglowej.
Nazwa kopalni pochodzi od nazwy wsi nieopodal której jest położona; przez szereg lat nosiła nazwę XXX-lecia PRL.

## Historia
Węgiel w miejscu obecnej kopalni wydobywano już w 1803 roku. Kopalnia XXX-lecia PRL (obecnie Pniówek) była budowana w latach 1963–1974. Nazywano ją wówczas „superkopalnią” lub „siódmym cudem”. Złoże KWK „Pniówek” znajduje się na terenie gminy Pawłowice (87,1%) oraz miasta Jastrzębie-Zdrój (12,9%).
Kopalnia „Pniówek” (wówczas XXX-lecia PRL) wchodziła kolejno w skład: Rybnickiego Zjednoczenia Przemysłu Węglowego (działało w latach 1945–1982), Zrzeszenia Kopalń Węgla Kamiennego w Jastrzębiu-Zdroju (działało w latach 1982–1984), Rybnicko-Jastrzębskiego Gwarectwa Węglowego (działało w latach 1984–1988), Przedsiębiorstwa Eksploatacji Węgla „Południe” z siedzibą w Jastrzębiu-Zdroju (do chwili uzyskania samodzielności ekonomicznej; działało w latach 1989–1990). 1 kwietnia 1993 roku weszła w skład Jastrzębskiej Spółki Węglowej. Zatrudnienie na koniec 2011 roku wynosiło 5362 osób.
Kopalnia w latach 1981–2002 była zarządcą zameczku prezydenckiego w Wiśle.
W 2008 rozpoczęto prace związane z rozbudową kopalni o złoże „Pawłowice 1”. 21 czerwca 2012 minister środowiska udzielił Jastrzębskiej Spółce Węglowej koncesji na wydobywanie węgla kamiennego i metanu jako kopaliny towarzyszącej ze złoża „Pawłowice 1”. Koncesję wydano do 31 grudnia 2051. Złoże „Pawłowice 1” zalega na obszarze części gmin Pszczyna, Pawłowice, Suszec i w niewielkim stopniu pod terenem miasta Żory. Złoże „Pawłowice 1” o powierzchni 15,83 km² zlokalizowane jest w bezpośrednim sąsiedztwie czynnej kopalni „Pniówek”. Całość zasobów przemysłowych stanowią węgle koksowe, w zdecydowanej większości jest to poszukiwany na rynku wysokiej jakości węgiel ortokoksowy typu 35, który stanowi około 78% zasobów przemysłowych, pozostałe 22% zasobów stanowią węgle koksowe typu 34. Zasoby złoża „Pawłowice 1” udostępnione zostaną z wyrobisk czynnej kopalni „Pniówek”. Uzyskanie pierwszego wydobycia z zachodniej części złoża „Pawłowice 1”, bezpośrednio przylegającej do wschodniej granicy obszaru górniczego kopalni „Pniówek”, planowane jest w 2014.
Udostępnienie i zagospodarowanie zasobów złoża „Pawłowice 1” do głębokości 1140 m przyczyni się do wydłużenia żywotności kopalni „Pniówek” o ok. 25 lat. Natomiast udostępnienie zasobów zalegających w zakresie głębokości 1140–1300 m wydłuży żywotność kopalni o kolejne lata.
20 i 21 kwietnia 2022 w KWK „Pniówek” doszło do wybuchów metanu. W wyniku katastrofy zginęło 8 górników, a 30 innych osób zostało rannych. Po przerwaniu akcji ratowniczej 7 górników pozostawało zaginionych. Podjęto decyzję o drążeniu nowego chodnika równoległego do ściany N-6, co 9 września 2023 pozwoliło na wznowienie akcji ratowniczej. Dwa dni później ratownicy górniczy odnaleźli ciała pięciu zaginionych osób.  

Ciało ostatniego z poszukiwanych górników odnaleziono 21 października w ścianie N-6 w okolicach kombajnu ścianowego. Ciało górnika zostało wytransportowane na powierzchnię i przewiezione do Zakładu Medycyny Sądowej w Katowicach. Górnik z Mszany osierocił dwójkę dzieci.

Kopalnia jest zabezpieczana przez Okręgową Stację Ratownictwa Górniczego w Wodzisławiu Śląskim.

## Charakterystyka i podstawowe dane na temat kopalni
- Wielkość obszaru górniczego 28 554 m²[9]
- Wielkość zasobów bilansowych: Pniówek 80,9 mln ton (w roku 2013), 101 mln ton (w roku 2008), Pawłowice 1 54,3 mln ton (w 2013 roku)
- Eksploatowane pokłady: 357/1, 360/1, 361, 363, 401/1, 403/1, 404/2[10]
- Średnie wydobycie dobowe: 11 200 ton (2013), 14 500 ton (2008)
- Typ węgla handlowego 35.1 (ortokoksowy), produkowane sortymanety: przerost, groszek, pył, gaz-koks, muł, niesort
- Średnie wartości w węglu handlowym: wartość opałowa 28 902 kJ/kg, zasiarczenie 0,69%, zapopielenie 7,79%
- Okres funkcjonowania bez inwestycji strategicznych: do 2025 roku
- Okres funkcjonowania przy realizacji inwestycji strategicznych: do 2051 roku

## Charakterystyka złoża
Nadkład:
- czwartorzęd o grubości 5–78 m,
- trzeciorzęd-miocen o grubości 170–930 m.

Karbon:
- warstwy orzeskie o grubości do 720 m, zbudowane z serii ilasto-piaszczystej i 29 pokładów węgla od 340/1 do 363 o zmiennej grubości 0,7–12,5 m
- warstwy rudzkie o grubości do 550 m zbudowane z serii ilasto-piaszczystej z przewagą łupków ilastych, w dolnej części ławice piaskowców i zlepieńców; 21 pokładów węgla od 401/1 do 418/3 o średniej grubości 2,0 m
- warstwy siodłowe (przewiercone kilkoma otworami) o grubości 220 m (udokumentowano 2 pokłady 501 i 510 o grubości do 12 m).

Warstwy karbońskie zapadają w kierunku północno-wschodnim pod kątem 5-10°, we wschodniej części do 12°. Złoże zaangażowane tektonicznie, liczne uskoki o zrzucie 0,5–100 m.
Skala zagrożeń naturalnych: metanowe – kategoria IV, wodne – I i II stopień, tąpaniowe I stopień w części pokładów, pyłowe – klasy A i B, pożarowe – grupa I i II, wyrzutami metanu i skał w części pokładów.